# TV 도쿄 금요일 밤 8시 시대극
TV 도쿄 금요일 밤 8시 시대극(일본어: テレビ東京金曜夜8時枠時代劇)은 TV 도쿄 계열에서 매주 금요일의 드라마이다.

## 작품 소개
- 《도망자 오린》
- 《그 녀석이 멈추지 않는다!》
- 《부드러운 만 남자 잖아》
- 《마마보이 형사의 사건부》
- 《웃짱난짱의 편의점 이야기》
- 《저가 의사를 그만 둔 이유》
- 《카사 블랑카 이야기 괴도에 입맞춤을!》
- 《여자 캐스터 이야기》
- 《츠키카게 효고 미쳐 여행》
- 《여자 무숙인 반신의 오콘》
- 《막부 오미미야쿠 히노키 주자부로》
- 《네덜란드 사콘 비검첩》
- 《바닷 바람을 붙잡아》
- 《너에게만 메리 크리스마스》
- 《파파라고 해!》
- 《파견 OL 사랑 이야기》
- 《사랑은 날개를 타고》
- 《행복했으면 좋겠어! 헤세이 아라시야마 일가》
- 《어제의 나에게 이별을》
- 《만물점 헤이시로 활인검》
- 《자객 청부인》 (제1시리즈)
- 《오에도 요시와라 사건첩》
- 《겐주로 필살검》
- 《밀명 간게쓰카스미기리》
- 《자객 청부인》 (제2시리즈)
- 《몬도노스케 7번 승부~도쿠가와 풍운록 외전~》